# Mauricio Báez
Mauricio Báez de los Santos fue un dirigente sindical, defensor de las libertades sindicales y luchador por el reconocimiento de los derechos de los trabajadores de la caña en la República Dominicana. Mauricio Báez, hijo de Daniel Báez y de Julia de los Santos, nació en Sabana Grande de Palenque el 23 de septiembre de 1910, luego su familia se trasladó al municipio cabecera San Pedro de Macorís. Allí, Báez trabajó en una Bodega del Ingenio Colón y, luego, como muellero en el puerto de esa ciudad.

## Biografía
En 1930 se inició en las actividades sindicales integrándose a asociaciones e instituciones de su época, siendo un miembro activo de su gremio, desde el cual estimuló y organizó otras instituciones de igual índole en diferentes provincias. Logró organizar a más de 30 gremios sindicales en toda la provincia de San Pedro de Macorís. Con ellos fundó la Asociación Local del Trabajo de San Pedro de Macorís.
Los que lo conocieron lo califican como un hombre honesto, trabajador, íntegro, valiente e insobornable. Báez se ganó rápidamente la confianza y el respeto de los trabajadores, por cuya defensa sufrió represión, prisión y exilio en varias ocasiones.

### La Gran Huelga
Mauricio Báez, miembro de la Federación Local del Trabajo de San Pedro de Macorís, fue el líder obrero más importante de la década del cuarenta. El joven dirigente, a través de los periódicos El Combate y El Federado, aprovechó la apertura engañosa del régimen del Generalísimo Rafael Leónidas Trujillo para promover y organizar la lucha de los trabajadores de la región Este, principalmente en La Romana y San Pedro de Macorís...
El acontecimiento más importante de la vida de Báez fue la llamada Huelga Azucarera ocurrida el 7 de enero de 1946, cuando los obreros de La Romana y de San Pedro de Macoris se lanzaron a las calles en una huelga indefinida, exigiendo el aumento de sueldo y el cumplimiento de la jornada de trabajo de 8 horas diarias.
Después de dicha huelga, Rafael Leónidas Trujillo empezó una oleada represiva contra los movimientos sindicales de la región Este, asesinando y encarcelando a decenas de sus miembros, algunos de los cuales se refugiaron en la Embajada de México, siendo finalmente exiliados. Entre ellos se cuenta a Mauricio Báez.

### Desaparición y muerte
El 8 de diciembre de 1950, agentes encubiertos se presentaron en la casa No. 08 de la calle Cervantes, en La Habana (Cuba), donde secuestraron a Mauricio Báez, de quien no se supo nada más.